# Johnny Hallyday à l'Olympia
Lives par Johnny Hallyday
Johnny Hallyday à l'Olympia propose, au format CD, l'enregistrement du récital de Johnny Hallyday donné à l'Olympia de Paris en 1961. Resté à l'époque inédit au disque, il sort en 2011.

## Autour de l'album
Le disque propose la représentation du 21 septembre 1961, retransmise en direct sur Europe 1 avec les commentaires de Pierre Bouteiller.
Cet inédit est inclus au coffret CD de la collection Vinyl Replica : Johnny Hallyday - Les années Vogue - Les 25 cm & les 30 cm, sorti en 2011.
- Référence coffret : Culture Factory 781 417
- Référence CD Johnny Hallyday à l'Olympia : MDINT 2206[1]

Rééditions :
Ce document radiophonique sort, en 2012, en CD individuel : Johnny Hallyday l'Olympia 1961
- Référence : RDM édition CD534

2 décembre 2019 :
- Coffret Hallyday Olympia Story 1961-2000 (18 CD) Universal 538 9367 / CD1 Universal 538 9368 Olympia 1961 - Musicorama Olympia 21 septembre 1961[2].
- Double 33 tours Universal 538 9392  Olympia 1961 - Musicorama Europe 1 21 septembre 1961

## Titres
- Nota : durant l'entretien avec Pierre Bouteiller interviennent outre Johnny Hallyday : Charles Aznavour, Bruno Coquatrix, Lucien Morisse, Eddie Barclay, Daniel Janin, Antonio Rubio (bassiste de Johnny Hallyday).

Les titres marqués d'un * contiennent des commentaires du journaliste.
| No  | Titre                                                         | Paroles                               | Musique                                         | Durée |
| --- | ------------------------------------------------------------- | ------------------------------------- | ----------------------------------------------- | ----- |
| 1.  | (entretiens par Pierre Bouteiller)                            |                                       |                                                 |       |
| 2.  | Je cherche une fille                                          | Jil et Jan                            | Johnny Hallyday                                 |       |
| 3.  | Hey Pony (Pony Time)                                          | Hubert Ithier (adaptation)            | Don Covay, John Berry                           |       |
| 4.  | Il faut saisir sa chance                                      | Charles Aznavour                      | Georges Garvarentz                              |       |
| 5.  | Avec une poignée de terre (*) (A Hundred Pounds of Clay (en)) | Rudi Revil, Manou Roblin (adaptation) | Kay Rogers, Luther Dixon, Bob Elgin             |       |
| 6.  | Depuis qu'ma môme (*)                                         | Jil et Jan                            | Johnny Hallyday                                 |       |
| 7.  | Souvenirs, souvenirs (Souvenirs)                              | Fernand Bonifay (adaptation)          | Cy Coben (en)                                   |       |
| 8.  | Rebel rouser (*) (instrumental)                               |                                       | Duane Eddy, Lee Hazlewood                       |       |
| 9.  | Mon septième ciel (Seven Steps To Love)                       | Jil et Jan (adaptation)               | Luther Dixon, Stuart Wiener                     |       |
| 10. | Sentimental (*) (Baby I Don't Care (en))                      | Michel Emer (adaptation)              | Jerry Leiber, Mike Stoller                      |       |
| 11. | Let's Twist Again (*)                                         | Kal Mann (en), Dave Appell (en)       | Kal Mann (en), Dave Appell (en)                 |       |
| 12. | À New Orleans (*) (New Orleans)                               | Jil et Jan (adaptation)               | Franck Guida, Joe Royster                       |       |
| 13. | Bien trop timide (*)                                          | Jil et Jan                            | Johnny Hallyday                                 |       |
| 14. | Oui j'ai                                                      | Jil et Jan                            | Johnny Hallyday                                 |       |
| 15. | Kili watch (Kili watch)                                       | Jil et Jan (adaptation)               | Gus Dersé                                       |       |
| 16. | 24000 baisers (*) 24 000 bacchi)                              | Fernand Bonifay (adaptation)          | Lucio Fulci, Piero Vivarelli, Adriano Celentano |       |
| 17. | Une boum chez John                                            | Gisèle Vesta                          | André Borly                                     |       |
| 18. | Tutti frutti (*)                                              | Dorothy LaBostrie, J. Lubin           | Richard Penniman                                |       |

## Musiciens
Nota : source pour l'ensemble de la section
Les Golden Strings (orchestre de Johnny Hallyday) :
- Guitare : Claude Horn
- Guitare : Jean-Pierre Martin
- Basse : Antonio Rubio
- Batterie : Louis Belloni
- Saxophone : Jean Tosan